# Franz Martin Haberditzl
Franz Martin Haberditzl (geboren am 19. Dezember 1882 in Wien; gestorben am 22. Januar 1944 ebenda) war ein österreichischer Kunsthistoriker und Museumsdirektor.

## Leben
Franz Haberditzl studierte Kunstgeschichte an der Universität Wien bei Franz Wickhoff, Alois Riegl und Max Dvořák sowie Geschichte am Institut für Österreichische Geschichtsforschung bei Emil von Ottenthal und Oswald Redlich. Er wurde an der Universität Wien im Jahr 1906 mit einer Dissertation zu dem Thema Die Lehrer des Rubens promoviert. Anschließend kam er 1907 als wissenschaftlicher Hilfsarbeiter ohne Bezahlung an das Kupferstichkabinett der k. k. Hofbibliothek und stieg 1909 zu dessen Leiter auf. Es folgte ein einjähriger Studienaufenthalt in Rom, bei dem er sich insbesondere mit Peter Paul Rubens befasste.
1915 wurde er als Nachfolger Friedrich Dörnhöffers zunächst provisorischer Leiter der Staatsgalerie im Belvedere und 1916 deren Direktor. Er sorgte für eine Aufteilung in drei Bereiche und gründete 1923 das Barockmuseum im Unteren Belvedere, eröffnete 1924 die Galerie des 19. Jahrhunderts im Oberen Belvedere sowie 1929 die Moderne Galerie in der Orangerie und dem Kammergarten mit modernen Bronzeplastiken. Letztere wurde nach dem Anschluss Österreichs an das Deutsche Reich am 22. März 1938 geschlossen, da sich in ihren Beständen Werke befanden, die als „entartete Kunst“ eingestuft wurden.
In Haberditzls Zeit als Museumsleiter fiel der Erwerb von über 500 Kunstwerken von mehr als 250 Künstlern.

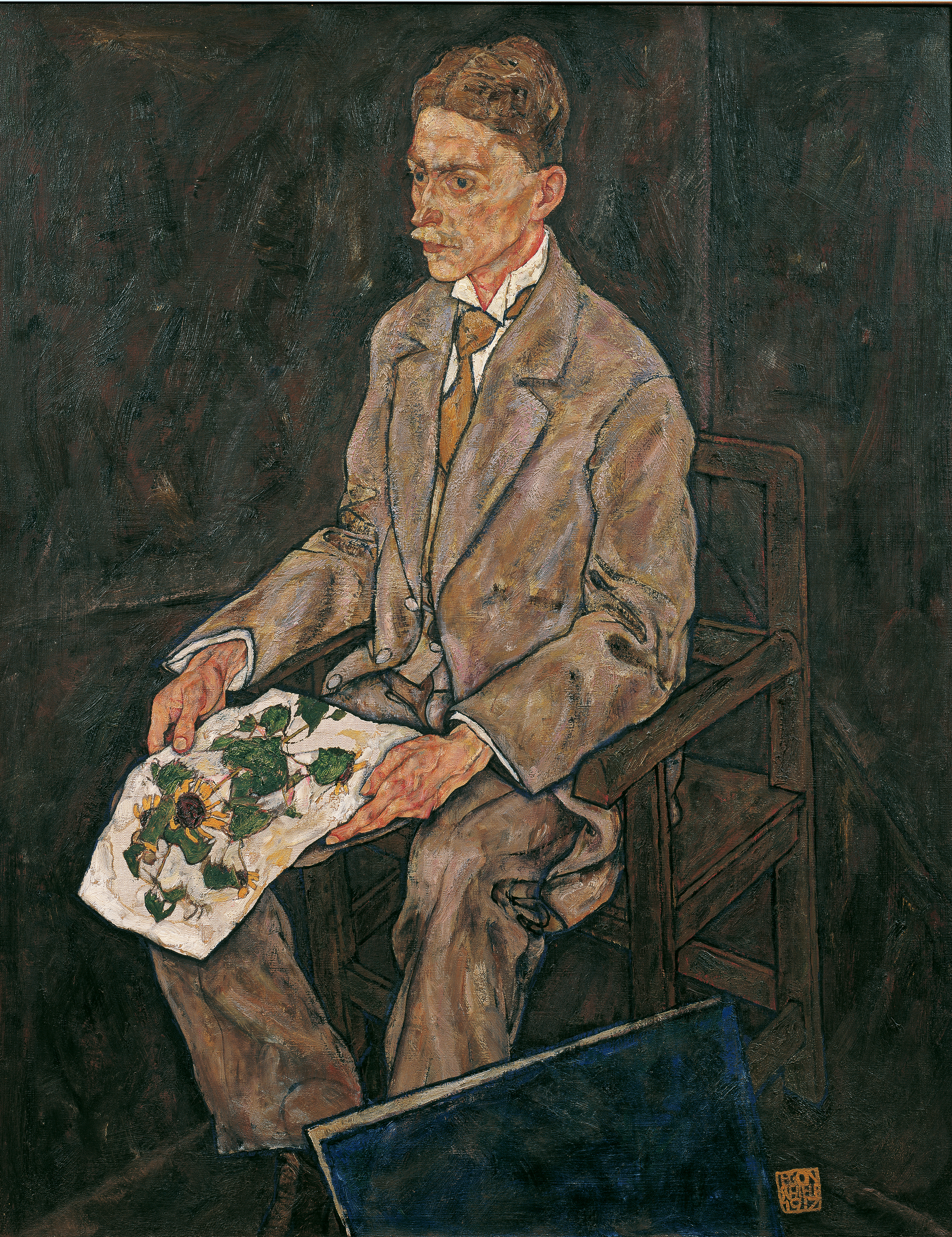
Egon Schiele: Franz Martin Haberditzl (1917)

Da Haberditzls Ehefrau Margarete (1886–1976) als Halbjüdin galt, wurde er von den Nationalsozialisten seines Amtes enthoben. Nachfolger wurde sein langjähriger Stellvertreter Bruno Grimschitz. Heinrich Schwarz, sein ehemaliger wissenschaftlicher Mitarbeiter, musste Österreich verlassen, da er als Jude galt.
Haberditzl konnte seit 1920 nicht mehr gehen und saß im Rollstuhl. Nach seiner Entlassung widmete er sich bis zu seinem Tod den Werken des Malers Franz Anton Maulbertsch. Ein von ihm verfasstes Manuskript wurde erstmals 1977 veröffentlicht. Er verfasste einige Biografien für das Allgemeine Lexikon der Bildenden Künstler von der Antike bis zur Gegenwart, so beispielsweise im Band 10 den Beitrag über Anton van Dyck.
Zum hundertjährigen Bestehen der Österreichischen Galerie im Belvedere wurde von dieser 2003 das Porträt Haberditzls erworben, das Egon Schiele, der mit ihm befreundet war, 1917 angefertigt hatte.
Magdalena Magnin-Haberditzl (* Februar 1919 in Wien), seine Tochter, Mitarbeiterin und Nachlassverwalterin, verfasste 2008 eine Familienchronik mit einer Monografie zu ihrem Vater und anderen Verwandten aus der Familie Haberditzl.

## Ehrung
In Wien ist die Haberditzlgasse nach ihm benannt.

## Schriften (Auswahl)
- Die Lehrer des Rubens. In: Jahrbuch der Kunsthistorischen Sammlungen des Allerhöchsten Kaiserhauses. Band 27, Heft 5, 1907, ISSN 0075-2312, S. 161–236, doi:10.11588/diglit.5947 (ub.uni-heidelberg.de – Dissertation).
- Nachtrag zur Abhandlung: «Die Lehrer des Rubens». In: Jahrbuch der Kunsthistorischen Sammlungen des Allerhöchsten Kaiserhauses. Band 28, 1. Teil: Abhandlungen, 1909, ISSN 0075-2312, S. 289–290, doi:10.11588/diglit.5949 (ub.uni-heidelberg.de).
- Der heil. Georg des Meisters der Spielkarten. In: Jahrbuch der Kunsthistorischen Sammlungen des Allerhöchsten Kaiserhauses. Band 28, 1. Teil: Abhandlungen, 1909, ISSN 0075-2312, S. 291–292, doi:10.11588/diglit.5949 (ub.uni-heidelberg.de).
- Über die Siegel der deutschen Herrscher vom Interregnum bis Kaiser Sigmund. In: Mitteilungen des Instituts für Österreichische Geschichtsforschung. Band 29, Nr. 4, 1908, ISSN 0073-8484, S. 625–661 (Textarchiv – Internet Archive – Abschlussarbeit am Institut für Österreichische Geschichtsforschung).
- Josef Anton Kochs Italienische Dorfstrasse. In: Karl Lanckoroński (Hrsg.): Ausgewählte Kunstwerke der Sammlung Lanckoroński. Adolf Holzhausen, Wien 1918, S. 109–111 (Textarchiv – Internet Archive).
- Die Einblattdrucke des 15. Jahrhunderts in der Kupferstichsammlung der Hofbibliothek zu Wien. Band 1: Die Holzschnitte. Gesellschaft für Vervielfältigende Kunst, Wien 1920 (ub.uni-heidelberg.de).
- Gustav Glück, Franz Martin Haberditzl (Hrsg.): Die Handzeichnungen von Peter Paul Rubens. J. Bard, Berlin 1928.
- Franz Anton Maulbertsch 1724–1796. Hrsg.: Gerbert Frodl, Michael Krapf. Christian Brandstätter, Wien 2006, ISBN 3-902510-37-4.